# Revolution (piosenka)
Revolution – piosenka zespołu The Beatles napisana przez Johna Lennona (oficjalnie duet Lennon/McCartney). Beatlesi wydali w 1968 roku dwie wersje tego utworu. Wersja hardrockowa została wydana jako strona B na singlu Hey Jude/Revolution i druga wolniejsza, zatytułowana „Revolution 1” wydana na albumie zespołu pt. The Beatles. Trzeci utwór związany z dwoma opisanymi powyżej piosenkami to eksperymentalny utwór Revolution 9 również wydany na „białym albumie”.

## Nagrywanie
The Beatles rozpoczęli pracę nad piosenką „Revolution 1” 30 maja. Początkowo pierwsza wersja tego utworu trwała 10:17 minut, stąd później podział piosenki na dwie części: Revolution 1 i Revolution 9. Singel Revolution został nagrany 9 lipca.

## Publikacja i odbiór
Revolution została wydana na stronie B singla Hey Jude/Revolution 26 sierpnia 1968 roku. Osiągnęła 12 miejsce w Stanach Zjednoczonych i 1 pierwsze miejsce w Nowej Zelandii. Revolution 1 została wydana na albumie „The Beatles” pod koniec listopada.
„Revolution” została również później wydana w USA na albumie Hey Jude i na albumie kompilacyjnym The Beatles 1967–1970.

## Wykonawcy

### Revolution
1. John Lennon – śpiew, gitara, klaskanie
2. Paul McCartney – gitara basowa, organy Hammonda, klaskanie
3. George Harrison – gitara prowadząca, klaskanie
4. Ringo Starr – perkusja, klaskanie
5. Nicky Hopkins – fortepian elektryczny

### Revolution 1
1. John Lennon – wokal, gitara akustyczna, gitara elektryczna
2. Paul McCartney – gitara basowa, fortepian, organy, wokal wspierający
3. George Harrison – gitara prowadząca, wokal wspierający
4. Ringo Starr – perkusja
5. Derek Watkins and Freddy Clayton – trąbka
6. Don Lang, Rex Morris, J. Power, Bill Povey – puzony

## Źródła i bibliografia
- Revolution 1
- Revolution
- The Beatles – Complete Scores, Hal Leonard Corporation, 1993, ISBN 978-0-7935-1832-6.